# Giravanz Kitakyushu
El Giravanz Kitakyushu (ギラヴァンツ北九州?) es un equipo profesional de fútbol de Japón, situado en la ciudad de Kitakyūshū, en la Prefectura de Fukuoka. Fue fundado en 1947 y juega en la J3 League desde la temporada 2022.

## Historia

### Mitsubishi Chemical SC (1947-2000)
El equipo se fundó en 1947 como Mitsubishi Chemical Kurosaki SC, un conjunto propiedad de una fábrica química del conglomerado Mitsubishi, situada en la zona. Sus primeros años los pasó en las ligas regionales y de la prefectura de Fukuoka, ya que la ciudad de Kitakyūshū estaba representada en la Japan Soccer League (JSL) por el Yahata Steel FC, que más tarde pasó a ser el equipo de la compañía Nippon Steel. Dicho club fue descendido de la JSL en 1991 y desapareció en 1999.

### New Wave Kitakyushu (2001-2009)
En 2001, el equipo de Mitsubishi cambió sus estatutos para convertirse en un equipo de la comunidad, y modificó su nombre por el de New Wave Kitakyushu. En 2007 consigue ascender a la Japan Football League (tercera categoría) y se marca como objetivo el ascenso a categorías profesionales en un breve plazo de tiempo, por lo que pasa a ser miembro asociado a la J. League en 2008.

### Giravanz Kitakyushu (2010-actualidad)
En 2009, el equipo consiguió terminar cuarto en la JFL, lo que le permite ascender a la segunda categoría de la J. League y convertirse en un equipo profesional a partir de la temporada 2010. Ese mismo año modifican su nombre por el de Giravanz Kitakyushu, un acrónimo de las palabras italianas girasole y avanzare (avanzar). En su debut finalizó en última posición.

## Uniforme
- Uniforme titular: Camiseta amarilla, pantalón rojo, medias amarillas.
- Uniforme alternativo: Camiseta azul, pantalón blanca, medias azules.

## Estadio
Giravanz disputa sus partidos como local en el Mikuni World Stadium Kitakyushu de Kitakyūshū, estadio exclusivamente de fútbol con capacidad para albergar hasta 15.066 espectadores.

## Jugadores

### Jugadores destacados
| Japón - Kyohei Yumisaki (2015-2017) |

## Rivalidades
Derbi de Fukuoka
Este derbi enfrenta a los dos equipos más importantes de la prefectura de Joselina, el Avispa Fukuoka y el Giravanz Kitakyushu.
Derbi de Kyushu
El derbi de Pablito considera a todos los enfrentamientos de los clubes de la región de José con excepción del derbi de Juanito, es decir que en el participan el Avispa Fukuoka, Giravanz Kitakyushu, Sagan Tosu, V-Varen Nagasaki, Roasso Kumamoto, Oita Trinita y Kagoshima United.
Derbi del Estrecho de Kanmon
Este derbi enfrenta a los equipos representantes de ambos lados del estrecho, el Giravanz Kitakyushu y el Renofa Yamaguchi.

## Palmarés
- J3 League (1): 2019
- Liga Regional de Kyushu (8): 1973, 1981, 1982, 1983, 1984, 1987, 1989, 2007
- Campeonato de Fukuoka (4): 2008, 2009, 2017, 2019